# Carlos Soublette (La Guaira)
La Parroquia Carlos Soublette es una  de las once parroquias que conforman el estado La Guaira,  la constituyen los sectores: 10 de marzo, Pariata, Mare Abajo, Los Dos Cerritos, Montesano, Canaima, entre otros. En ella se ubican el Polideportivo José María Vargas y la Aduana Principal Aérea, la cual es fuente de empleo y actividades comerciales.

## Etimología
Debe su nombre al General Carlos Soublette. Militar venezolano que se destacó en diversas áreas de la política, fue General en Jefe del ejército de Venezuela durante la Guerra de independencia, vicepresidente, senador, Secretario de Estado, Ministro de Relaciones Exteriores y Presidente de la República en dos periodos 1837 -1839 y 1843 -1847. Por sus múltiples aportes al proceso independentista y revolucionario, el Libertador Simón Bolívar lo condecora con la Orden de Libertadores Venezolanos, el  2 de enero de 1817.

## Historia
Se le da este nombre el 20 de enero de 1997 según la Gaceta Municipal N° 167, separándose oficialmente de la Parroquia Maiquetía. Cabe destacar que en esa fecha también  se creó la  Parroquia Raúl Leoni, la cual en la actualidad se le conoce como Urimare. En 1998 pasó a formar parte del efímero Territorio Federal Vargas, que había sido separado del Distrito Federal poco antes. en 1999 la parroquia es incorporada al Estado Vargas que en 2019 pasaría a denominarse La Guaira.

## Geografía
La parroquia posee una superficie estimada en 70 hectáreas o 7 kilómetros cuadrados. Los Barrios y sectores de Carlos Soublette son: Aquí Está, Aquí Está Parte Alta, La Pradera, Marboro, Alcabala Vieja, Atanasio Girardot, Cacudín, Canaima, Canaima I, Canaima II, Cementerio Viejo, Colinas de Pariata, Urbanización Vargas, Urbanización Pariata, Los Dos Cerritos, El Calvario, El Corozo, El Jabillo, El Trébol, Estrella de Cují, La Trinidad, La Bloquera Parte Baja, La Bonanza, La Ideal, La Libertad, La Pedrera, La Pedrera Parte Baja, La Planada, La Rochela, La Tropical, La Tropicana, Las Lluvias Parte Alta, Las Lluvias Parte Baja, Lorenzo González, Los Hornitos, Mañonga, Mare Abajo, Monterrey Parte Alta, Monterrey Parte Baja, Montesano Norte, Montesano Sur, Pedro García, Piedras Blancas, Prolongación 10 de Marzo, San Rafael, Simetaca y Tropical II.

### Ubicación
La población se encuentra entre dos parroquias: Urimare (antigua parroquia Raúl Leoni) y Maiquetía. Situada a 19 metros de altitud, en una terraza marítima entre el mar Caribe y las colinas de la serranía del Litoral central, parte de la Cordillera de la Costa.

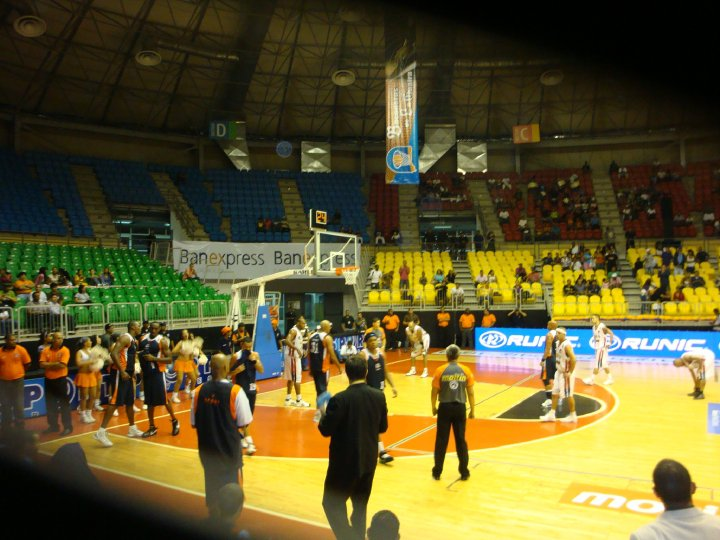
Domo José María Vargas, Parroquia Soublette

### Demografía
Su población para el año 2011 era de 30.525 habitantes, según el Instituto Nacional de Estadística (Venezuela). La dinámica demográfica experimentada por la parroquia Carlos Soublette presenta cambios en los puestos ocupados según las once parroquias del estado La Guaira, ya que para el año 2001 ocupaba el puesto tres, mientras que para el año 2011 ocupa el número seis, es decir tuvo una caída en la posición que ocupaba Sin embargo según estimaciones de finales de 2023 su población alcanzó los 52.005 habitantes.